# Camăr
Camăr (Roemeens), Kémer (Hongaars) is een Roemeense gemeente in het district Sălaj. De gemeente behoort tot de etnisch Hongaarse streek Szilágyság.

## Bevolking
Camăr telde in 2011 1.741 inwoners. De etnische Hongaren vormden met 1.509 personen de meerderheid van de bevolking.

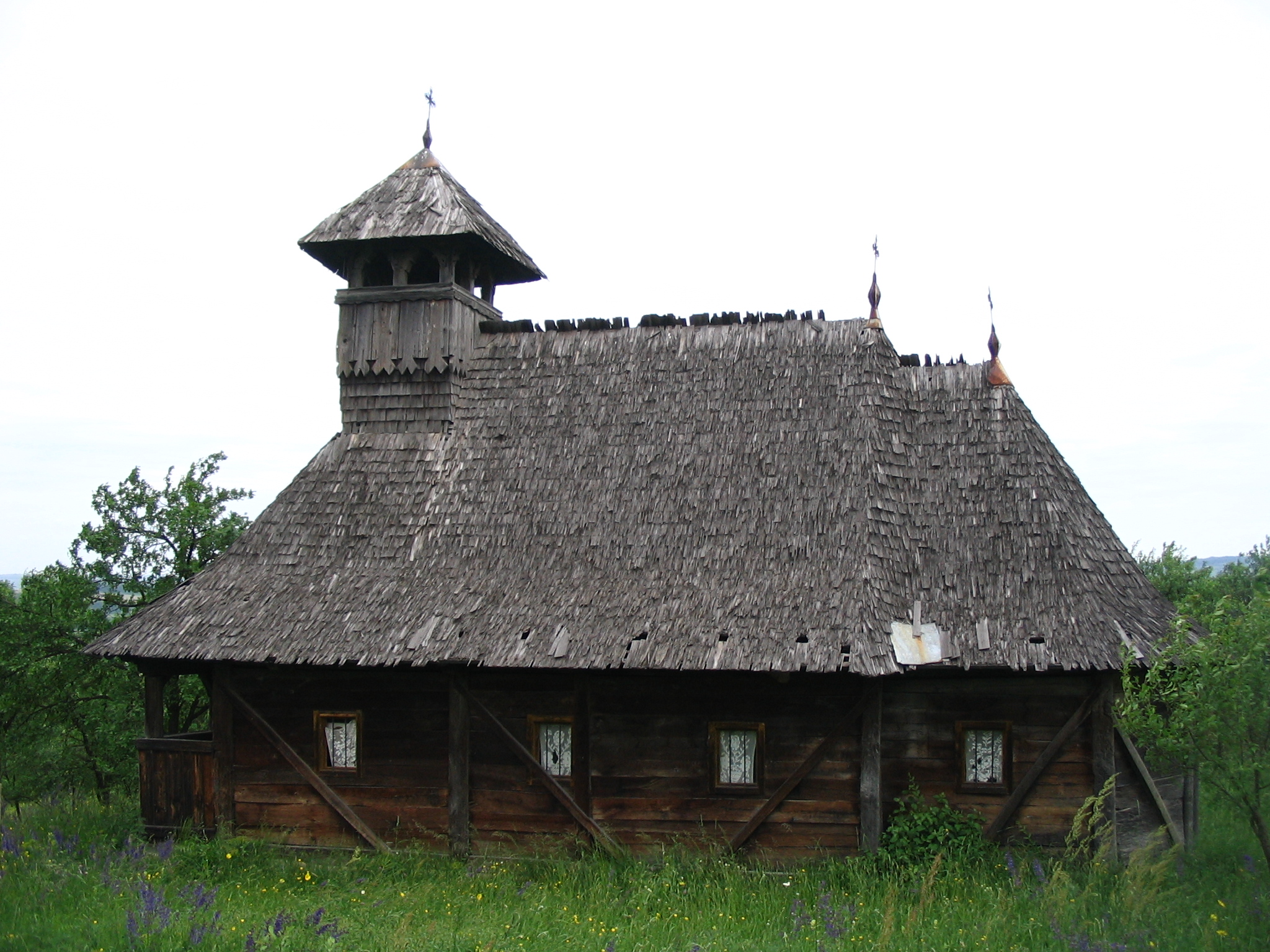
Kerk van Camăr